# Carlton (Minnesota)
Carlton è una città degli Stati Uniti d'America, situata in Minnesota, nella contea di Carlton, della quale è il capoluogo.